# Paul Dittrich
Paul Dittrich (28. září 1859, Praha – 21. ledna 1936, Praha) byl soudní lékař, pedagog, děkan 1. lékařské fakulty Univerzity Karlovy, syn politika Josefa Dittricha a vnuk lékárníka a floristy Vincence Dittricha.

## Životopis
Paul Dittrich se narodil 28. září 1859 do rodiny politika a lékaře Josefa Dittricha a jeho manželky Emmy (roz. Eisensteinové). Roku 1877 odmaturoval na malostranském gymnáziu a zahájil studium na pražské lékařské fakultě. Odpromoval v roce 1883 a ihned nastoupil do všeobecné nemocnice v Praze, kde pracoval nejprve na interním oddělení a poté na gynekologickém oddělení. V srpnu až září 1883 působil jako externí lékař v ústavu pro choromyslné.
Roku 1885 získal stipendium, které mu umožnilo nabýt zkušenosti na lékařských fakultách ve Wiesbadenu, Göttingen a Berlíně (např. u lékaře Roberta Kocha). Nabyl hodně zkušeností v bakteriologii a po návratu do Prahy založil spolu s Hansem Chiarim bakteriologickou laboratoř. V lednu 1889 přijal místo asistenta v ústavu soudního lékařství. V srpnu 1892 úspěšně habilitoval ze soudního lékařství a v srpnu byl jmenován mimořádným profesorem soudního lékařství v Innsbrucku, kde však působil pouze rok. Od roku 1893 přednášel na pražské lékařské fakultě a byl též pověřen přednáškami ze soudního lékařství na právnické fakultě německé univerzity.
Na počátku roku 1895 se stal řádným profesorem soudního lékařství. V letech 1897 – 1898 a 1928 – 1929 byl děkanem 1. lékařské fakulty UK. Až do konce života zastával také funkci zemského soudního lékaře. Roku 1929 byl penzionován a 21. ledna 1936 zemřel v Praze.

## Dílo
Paul Dittrich napsal více než 70 prací zabývajících se patologií, soudním lékařstvím, ale i sociálními problémy oboru. Psal výhradně německy.